# رباینده‌تبارها
رباینده‌تبارها (نام علمی: Harpactorini) نام یک تبار از زیرخانواده رباینده‌ایان است.